# Liste von Apfelsorten/Z
Erläuterungen und Quellen: Siehe Hauptartikel!
| Apfelsorte                                                                                              | Bild | Kreuzung aus | Erstes Auftauchen | Anmerkungen | Quellen |
| --- | --- | --- | --- | --- | --- |
| Zabergäu                                                                                                | Siehe: Zabergäurenette | Siehe: Zabergäurenette | Siehe: Zabergäurenette | Siehe: Zabergäurenette | Siehe: Zabergäurenette |
| Zabergäu-Reinette                                                                                       | Siehe: Zabergäurenette | Siehe: Zabergäurenette | Siehe: Zabergäurenette | Siehe: Zabergäurenette | Siehe: Zabergäurenette |
| Zabergäurenette (oder: Graue Renette Vom Zabergäu, Hausener Graue Renette, Zabergäu, Zabergäu-Reinette) | | Zufallssämling | 1885 in Hausen an der Zaber                                                                                                  | | e, f, j, o |
| Zanetti                                                                                                 | | Mutation von Gravensteiner                                                                                                   | vermutlich Italien | | |
| Zapata                                                                                                  | | | | | a |
| Zäpfer                                                                                                  | | | | | o |
| Zari | | Elstar x Delbardestivale | | Süß. Beschreibung | a, c, e |
| Zäunling                                                                                                | | | | | p (S. 708) |
| Zehendheber                                                                                             | | | | | h (Nr. 632, S. 700), p (S. 709f)                                                                                             |
| Zelenka                                                                                                 | | | | | j |
| Zelenka Kharkovskaya (oder: Zelyonka Kharkovskaya)                                                      | | | | | f |
| Zelyonka Kharkovskaya                                                                                   | Siehe: Zelenka Kharkovskaya                                                                                                  | Siehe: Zelenka Kharkovskaya                                                                                                  | Siehe: Zelenka Kharkovskaya                                                                                                  | Siehe: Zelenka Kharkovskaya                                                                                                   | Siehe: Zelenka Kharkovskaya                                                                                                  |
| Zenteler                                                                                                | | | | | o |
| Zestar!                                                                                                 | | | 1999 in Minnesota, USA | | e |
| Zhaken                                                                                                  | Siehe: Jacquin | Siehe: Jacquin | Siehe: Jacquin | Siehe: Jacquin | Siehe: Jacquin |
| Zhigulevskoe                                                                                            | | | | | f |
| Zieglerapfel                                                                                            | Siehe: Prinz Nikolaus Von Nassau                                                                                             | Siehe: Prinz Nikolaus Von Nassau                                                                                             | Siehe: Prinz Nikolaus Von Nassau                                                                                             | Siehe: Prinz Nikolaus Von Nassau                                                                                              | Siehe: Prinz Nikolaus Von Nassau                                                                                             |
| Ziemerling                                                                                              | Siehe: Halberstädter Jungfernapfel                                                                                           | Siehe: Halberstädter Jungfernapfel                                                                                           | Siehe: Halberstädter Jungfernapfel                                                                                           | Siehe: Halberstädter Jungfernapfel                                                                                            | Siehe: Halberstädter Jungfernapfel                                                                                           |
| Zierapfel Malus Hopa                                                                                    | | | | | |
| Zigeunerapfel                                                                                           | Siehe: Edelborsdorfer, Roter Eiserapfel, Roter Herbstkalvill, Roter Stettiner, Roter Von Simonffi, Roter Winter-Himbeerapfel | Siehe: Edelborsdorfer, Roter Eiserapfel, Roter Herbstkalvill, Roter Stettiner, Roter Von Simonffi, Roter Winter-Himbeerapfel | Siehe: Edelborsdorfer, Roter Eiserapfel, Roter Herbstkalvill, Roter Stettiner, Roter Von Simonffi, Roter Winter-Himbeerapfel | Siehe: Edelborsdorfer, Roter Eiserapfel, Roter Herbstkalvill, Roter Stettiner, Roter Von Simonffi, Roter Winter-Himbeerapfel  | Siehe: Edelborsdorfer, Roter Eiserapfel, Roter Herbstkalvill, Roter Stettiner, Roter Von Simonffi, Roter Winter-Himbeerapfel |
| Zigeunerapfel Diel                                                                                      | Siehe: Großer Kohlapfel | Siehe: Großer Kohlapfel | Siehe: Großer Kohlapfel | Siehe: Großer Kohlapfel | Siehe: Großer Kohlapfel |
| Zigeunerin (oder: Zigeunerinapfel)                                                                      | | | um 1930 in Holland | Beschreibung | e, f, g (S. 280), j, o |
| Zigeunerinapfel                                                                                         | Siehe: Zigeunerin | Siehe: Zigeunerin | Siehe: Zigeunerin | Siehe: Zigeunerin | Siehe: Zigeunerin |
| Zigny (oder: Hc 2-1)                                                                                    | | | um 2003 in Frankreich, Region Anjou, Züchter: IFO-fruit, Valérie Fouillet                                                    | Beschreibung | |
| Zimmermännle                                                                                            | Siehe: Bohnapfel | Siehe: Bohnapfel | Siehe: Bohnapfel | Siehe: Bohnapfel | Siehe: Bohnapfel |
| Zimnieje Piervoskhodnoie                                                                                | | | | | e |
| Zimt-Renette (oder: Zimtrenette)                                                                        | | | | | h (Nr. 557, S. 618), j, o, p (S. 713)                                                                                        |
| Zimtapfel                                                                                               | Siehe: Sommer-Zimtapfel | Siehe: Sommer-Zimtapfel | Siehe: Sommer-Zimtapfel | Siehe: Sommer-Zimtapfel | Siehe: Sommer-Zimtapfel |
| Zimtartiger Kronenapfel                                                                                 | | | | | h (Nr. 155, S. 176) |
| Zimtrenette                                                                                             | Siehe: Zimt-Renette | Siehe: Zimt-Renette | Siehe: Zimt-Renette | Siehe: Zimt-Renette | Siehe: Zimt-Renette |
| Zitronatapfel                                                                                           | | | | | p (S. 209) |
| Zitronen-Reinette                                                                                       | Siehe: Zitronenreinette | Siehe: Zitronenreinette | Siehe: Zitronenreinette | Siehe: Zitronenreinette | Siehe: Zitronenreinette |
| Zitronenapfel                                                                                           | Siehe: Gelbe Sächsische Renette, Gelber Edelapfel, Herzogin Olga, Winter-Zitronenapfel                                       | Siehe: Gelbe Sächsische Renette, Gelber Edelapfel, Herzogin Olga, Winter-Zitronenapfel                                       | Siehe: Gelbe Sächsische Renette, Gelber Edelapfel, Herzogin Olga, Winter-Zitronenapfel                                       | Siehe: Gelbe Sächsische Renette, Gelber Edelapfel, Herzogin Olga, Winter-Zitronenapfel                                        | Siehe: Gelbe Sächsische Renette, Gelber Edelapfel, Herzogin Olga, Winter-Zitronenapfel                                       |
| Zitronenreinette                                                                                        | | | | Benannt durch Richard Zorn.                                                                                                   | o, p (S. 714) |
| Zitrönler                                                                                               | Siehe: Usterapfel | Siehe: Usterapfel | Siehe: Usterapfel | Siehe: Usterapfel | Siehe: Usterapfel |
| Zitzen-Renette (oder: Zitzenrenette)                                                                    | | | | | h (Nr. 585, S. 648) |
| Zitzenrenette                                                                                           | Siehe: Zitzen-Renette | Siehe: Zitzen-Renette | Siehe: Zitzen-Renette | Siehe: Zitzen-Renette | Siehe: Zitzen-Renette |
| Zitzenrenette Aus Jaidhof                                                                               | | | | | o |
| Zizzen-Apfel                                                                                            | Siehe: Parkers Pepping | Siehe: Parkers Pepping | Siehe: Parkers Pepping | Siehe: Parkers Pepping | Siehe: Parkers Pepping |
| Zlatava                                                                                                 | | | | | f |
| Zlatka                                                                                                  | Siehe: Böhmer Cox | Siehe: Böhmer Cox | Siehe: Böhmer Cox | Siehe: Böhmer Cox | Siehe: Böhmer Cox |
| Zocklerapfel                                                                                            | Siehe: Lohrer Rambur | Siehe: Lohrer Rambur | Siehe: Lohrer Rambur | Siehe: Lohrer Rambur | Siehe: Lohrer Rambur |
| Zoete Aagt                                                                                              | | | | | |
| Zoete Campagner                                                                                         | | | | [ 4 ] [ 5 ] [ 6 ] [ 7 ] | |
| Zoete Ermgaard                                                                                          | Siehe: Süße Imgard | Siehe: Süße Imgard | Siehe: Süße Imgard | Siehe: Süße Imgard | Siehe: Süße Imgard |
| Zoete Gulderling                                                                                        | Siehe: Süßer Gulderling | Siehe: Süßer Gulderling | Siehe: Süßer Gulderling | Siehe: Süßer Gulderling | Siehe: Süßer Gulderling |
| Zoete Peppel (oder: Tuinzoete)                                                                          | | | | Süß. Kurze Beschreibung | |
| Zoete Ribbling                                                                                          | Siehe: Süßer Gulderling | Siehe: Süßer Gulderling | Siehe: Süßer Gulderling | Siehe: Süßer Gulderling | Siehe: Süßer Gulderling |
| Zoete Snoet                                                                                             | | | | | |
| Zofinger Süßapfel                                                                                       | | | | | o |
| Zomer Delicious                                                                                         | | | | | f |
| Zomer Zijden Hemdje                                                                                     | Siehe: Sommer-Seidenhemdchen                                                                                                 | Siehe: Sommer-Seidenhemdchen                                                                                                 | Siehe: Sommer-Seidenhemdchen                                                                                                 | Siehe: Sommer-Seidenhemdchen                                                                                                  | Siehe: Sommer-Seidenhemdchen                                                                                                 |
| Zonga                                                                                                   | | Alkmene x Delcorf | | Die Sorte zeigt niedrige Festigkeitswerte um 6 kg/cm², gute Zuckergehalte von etwa 12° Brix und hohe Säuregehalte von 10 g/l. | [ 9 ] |
| Zorenka                                                                                                 | | | | | o |
| Zorns Reinette                                                                                          | | | | | p (S. 715) |
| Zuccalmaglio's Renette                                                                                  | Siehe: Zuccalmaglios Renette                                                                                                 | Siehe: Zuccalmaglios Renette                                                                                                 | Siehe: Zuccalmaglios Renette                                                                                                 | Siehe: Zuccalmaglios Renette                                                                                                  | Siehe: Zuccalmaglios Renette                                                                                                 |
| Zuccalmaglios Renette (oder: Von Zuccalmaglios Renette, Zuccalmaglio's Renette)                         | | Ananasrenette × Purpurroter Agatapfel                                                                                        | 1878 in Grevenbroich. Züchter: Diedrich Uhlhorn junior                                                                       | Beschreibung | e, f, h (Nr. 532, S. 589 sowie Nr. 345, S. 389), j, o, p (S. 654)                                                            |
| Zuchtnummer T 31/13                                                                                     | Siehe: Fiesta | Siehe: Fiesta | Siehe: Fiesta | Siehe: Fiesta | Siehe: Fiesta |
| Zuckeräpfelchen                                                                                         | | | | | |
| Zuckerhut-Apfel (oder: Dolgoi Scuoznoi, Hutching's Seedling, Hutsching's Seedling, Sugar Loaf Pippin)   | | | | | l (S. 15) |
| Zuckermalzicher                                                                                         | | | | | o |
| Zuckerstockapfel                                                                                        | | | | | o |
| Zugoff Winter                                                                                           | | | | | |
| Zulmas                                                                                                  | | | | | o |
| Zumi Crab                                                                                               | | | | | e |
| Zürcher Transparent (oder: Horgener Milchapfel, Wachsapfel, Weißer Eisapfel)                            | | | 1842 im Kanton Zürich | Beschreibung | h (Nr. 642, S. 713), o |
| Züriapfel (oder: Zürichapfel)                                                                           | | | | | o |
| Zürichapfel                                                                                             | Siehe: Züriapfel | Siehe: Züriapfel | Siehe: Züriapfel | Siehe: Züriapfel | Siehe: Züriapfel |
| Zuzana                                                                                                  | | | | | |
| Zvonkové                                                                                                | | | | | |
| Zvoša                                                                                                   | | | | | |
| Zweeren                                                                                                 | Siehe: Elstar Zweeren | Siehe: Elstar Zweeren | Siehe: Elstar Zweeren | Siehe: Elstar Zweeren | Siehe: Elstar Zweeren |
| Zwei Jahre Dauernde Renette                                                                             | Siehe: Renette Von Lüneville                                                                                                 | Siehe: Renette Von Lüneville                                                                                                 | Siehe: Renette Von Lüneville                                                                                                 | Siehe: Renette Von Lüneville                                                                                                  | Siehe: Renette Von Lüneville                                                                                                 |
| Zweijährling                                                                                            | Siehe: Champagnerrenette | Siehe: Champagnerrenette | Siehe: Champagnerrenette | Siehe: Champagnerrenette | Siehe: Champagnerrenette |
| Zwergrenette                                                                                            | | | | | o |
| Zwetschgenapfel                                                                                         | | | | | o |
| Zwiebel-Borsdorfer (oder: Zwiebelborsdorfer)                                                            | | | | | o, p (S. 716) |
| Zwiebelapfel                                                                                            | Siehe: Champagnerrenette | Siehe: Champagnerrenette | Siehe: Champagnerrenette | Siehe: Champagnerrenette | Siehe: Champagnerrenette |
| Zwiebelborsdorfer                                                                                       | Siehe: Zwiebel-Borsdorfer | Siehe: Zwiebel-Borsdorfer | Siehe: Zwiebel-Borsdorfer | Siehe: Zwiebel-Borsdorfer | Siehe: Zwiebel-Borsdorfer |
| Zwintschers Frühe                                                                                       | | | | Beschreibung | |